# Trachycystis radiata
Trachycystis radiata là một loài Rêu trong họ Mniaceae. Loài này được (Wilson) Broth. mô tả khoa học đầu tiên năm 1899.